# Pravni sustavi u svijetu
Pravni sustavi u današnjem svijetu se u najširem smislu grupiraju u pravne sustave temeljene na kontinentalnom (civilnom) pravu, običajnom pravu i vjerskom pravu. Svaka država pak, ima vlastiti pravni sustav koji ima svoje posebnosti, odnosno kombinira jedan ili sve gore navedene sustave.
Karakteristika kontinentalnih pravnih sustava je kodifikacija u obliku pisanih zakona i zakonika, a najkarakterističniji su europski pravni sustavi koji se temelje na Corpus Juris Civilis.
Karakteristika običajnih pravnih sustava jest temeljenje prava na običajima, odnosno sudskim presudama kao presedanima, pa se ti sustavi također temelje na precedentnom pravu. Najkarakterističniji i najrašireniji takav sustav je Common Law ili anglosaksonski pravni sustav.
Vjerski pravni sustavi se temelje na vjerskim doktrinama, a od njih je najpoznatije šerijatsko pravo.
Neki teoretičari kao poseban pravni sustav navode socijalističko pravo, dok ga drugi smještaju u kontinentalne pravne sustave.